# Partido Pellegrini
Pellegrini [pe.ʒe.ˈɣ˕ɾi.ni] ist ein Partido in der argentinischen Provinz Buenos Aires. Das Partido hatte bei der Volkszählung 2010 5.887 Einwohner. Bei einer Oberfläche von 1.835 km² beträgt die Bevölkerungsdichte 3,18 Einwohner pro Quadratkilometer. Die Zahl der Haushalte beträgt 2.100.
Intendente Pellegrinis ist Miguel Ángel Pacheco von der Unión Cívica Radical. Telefonvorwahl Pellegrinis ist 02245, der Postleitcode B7101AJA. 
Verwaltungszentrum ist der gleichnamige Ort Pellegrini, andere Orte im Partido sind De Bary und Bocayuva. Das Partido Pellegrini ist umgeben von den Partidos Rivadavia, Trenque Lauquen, Tres Lomas, Salliqueló und Adolfo Alsina innerhalb der Provinz Buenos Aires und grenzt im Westen an die Provinz La Pampa. Das Partido liegt an einer Eisenbahnlinie, an der Ruta Nacional 5 und der Ruta Provincial 85.
Das Partido entstand 1907 durch Loslösung vom Partido Guaminí. Colonia Agrícola Drysdale, so der damalige Name des Ortes Pellegrini, war bereits 1899 gegründet worden.